# Powiat olhopolski
Powiat lub ujezd olhopolski dawny powiat guberni podolskiej, utworzony w 1795. Ośrodkiem było miasto znane dziś jako Czeczelnik.
Gminy miały siedziby w miejscowościach:
1. Berszada
2. Demówka
3. Kamionka
4. Łuka(inne języki)
5. Miastkówka
6. Obodówka
7. Pieszczana
8. Piątkówka(inne języki)
9. Raszków
10. Tarnawka Żabokrzycka(inne języki)
11. Uście
12. Czobotarki(inne języki)
13. Czeczelnik

## Wzmianka z r. 1886
Treść tej sekcji może nie być zgodna z zasadami neutralnego punktu widzenia.
 Po wyeliminowaniu niedoskonałości należy usunąć szablon [[Szablon:Dopracować|]] z tej sekcji.
Olhopolski powiat graniczy z powiatami jampolskim, bracławskim, hajsyńskim i bałckim, na płd.-zach. oddziela go rzeka Dniestr od Besarabii. Rozległość powiatu wynosi 3561,2 wiorst kwadratowych, podług innych danych 360.170 dziesięcin, mianowicie: 5.836 dz. ogrodów, 209.990 roli ornej, 94.400 lasów i zarośli, 19.450 łąk, 14.350 wygonów, 9.962 pod sadybami i 6.180 błot, piasków i pod wodami. Powierzchnia powiatu wzniesiona na zachodzie, opuszcza się na płd. ku rz. Dniestr, a na płn.-wsch. ku rz. Boh. Ciągnie się tu płaskowzgórze, służące za dział wodny dorzeczy Dniestru i Bohu. Jezior nie ma wcale wyjąwszy stawów uformowanych przez zatamowanie rzek. Błota znajdują się u wierzchowin rzek uchodzących do Bohu. Główną rzeką powiatu jest Dniestr, do którego uchodzi Kamionka, płynąca z północy na południe. Oprócz Kamionki wpada do Dniestru kilka pomniejszych rzeczek. Płn.-wschodnią część powiatu zrasza Boh z głównym dopływem Sawranką. Z pomniejszych rzeczek ważniejsze: Szumiłówka, Waladynka, Dochna, Wojtóweczka, Owsijówka, Jałaniec, Rohuska, Komanowla i OIszanka. Lasy liściaste. Grunt w płn.-wsch. części powiatu jest przeważnie gliniasty i piaszczysto-gliniasty, w części zaś środkowej i płd.-zach. znajduje się urodzajny czarnoziem.
Podług danych z 1881 r. było w powiecie 200970 mieszkańców, tj. 51,1 na 1 wiorstę kwadratową. W 1864 r. było 177122 mieszk., w tej liczbie 154.751 prawosławnych, 555 rozkolników, 8346 katolików, 372 protestantów i 13.179 żydów; podług zaś stanów: 958 szlachty dziedzicznoj, 138 osobistej, 1645 osób stanu duchownego prawosławnych świeckich, 22 zakonnych, 6 księży katolickich, 31 duchownych żydowskich, 24.584 mieszczan i 144.409 włościan; pozostałą liczbę stanowią wojskowi, cudzoziemcy itp. Podług kalendarza Hurlanda z 1879 r. było w powiecie 17.738 żydów (8693 męż i 9045 kob.). Katolicy zaliczają się do dekanatu bałckiego, dyecezji łuckiej, i mają 4 parafie: Czeczelnik z filią w Berszadziu, Miastkówka z kaplicą w Dymitraszkówce, Obodówka i Raszków z kaplicą w Zahnitkowie (pod wyr. Bałta mylnie podano, że par. Raszków należy do pow. bałckiego).
Główne zajęcie mieszkańców stanowi rolnictwo; sadownictwo i pszczelnictwo dość są, wysoko rozwinięte. Podług danych z 1873 r. zebrano 385.160 czetwierci pszenicy, 350.975 czet. żyta i 141.086 czet. owsa, oprócz innego zboża i buraków. W 1880 roku pod plantacye tytuniu było zajętych 246 dziesięcin, z których zebrano 10.341 pudów liści, w następnym jednak roku obszar zmniejszył się do 140 dzies., zbiór zaś do 6525 pudów.
Pod względem oświaty, oprócz szkół ludowych gminnych, znajduje się w powiecie tylko jedna szkoła powiatowa 2 klasowa w Olhopolu.
Przemysł fabryczny reprezentowany jest przez 16 gorzelni: w Szaropanówce, Zabokrzyczu, Miastkówce, Dzugastrze, Sumowie, Chrustowie, Zahnitkowie, Brytawce, Sołomii, Lubomirce, Olhopolu, Berszadzie, Ceczelniku, Obodówce, Bałanówce i Horodyszczach. Fabryki te w 1882 r. zajmowały 3831 ludzi, przerobiły 688.423 pudów materyałów krochmalnych i wyprodukowały 289.960.089 st. spirytusu, od którego zapłaciły 1.043.420 rs. akcyzy. Dalej jest w pow. 7 cukrowni: w Berszadzie, Czarnominie, Czeczelniku, Obodówce (przed kilku laty otwarta), Sokołówce, Uściu i Zahnitkowie. Oprócz cukrowni w Obodówce, fabryki te w 1882 r. zajmowały 2100 ludzi i przerobiły do 500.000 berkowców buraków. Oprócz tego znajduje się kilka pomniejszych fabryk, jak świec łojowyoh w Olhopolu, garbarnia w Berszadzie (zatrud. 2 ludzi i wyrabiająca rocznie 400 skór, na sumę 406 rs.), dwie fabryki mydła, wyrabiające rocznie na 800 rs. i inne. W ogóle w 1880 r. było w O. powiecie 42 fabryk, produkujących za 2.173.000 rs.
Pod względem środków komunikacyjnych, oprócz dróg pomiędzy gminami, z 23 st. poczt. wiejskiemi dla przewozu urzędników, przerzyna powiat od płn.-zach. na płd.-wschd. trakt poczt. z Bracławia przez Tulczyn, Olhopol do Bałty, ze stacyami w Obodówce, Czeczelniku i Olhopolu, oraz trakt z Olhopola do Popieluch (stacya drogi żelaznej odeskiej), mający 41 wiorst długości, ze stacyami w Olhopolu, Wierbce Czeczelnickiej i Popieluchach, przedłużający się przez st. Wygoda, Karzczma i Olszankę do Jampola. Zachodnią część powiatu przerzyna droga żelazna odesko-kijowska i ma na jego gruncie 2 stacye: w Popieluchach i Honorówce.
Pod względem administracyjnym pow. Olhopolski dzieli się na 3 okręgi policyjne (stany), z zarządami w Berszadzie, Łuce (Łuka, Łuh al. Łuha) i Pieszczance; 12 gmin (wołosti): Berszada, Uście, Obodówka, Platkówka, Wierbka Czeczelnicka, Demówka, Pieszczanka, Łuka, Ternówka, Miastkówka, Kamionka i Raszków i ma 114 miejsc zaludnionych, należących do 64 właścicieli. Oprócz Olhopola znaczniejszo mka są: Berszada, Czeczelnik i Kamionka.
Herb powiatu: piaski, które przerzyna rzeka.
Marszałkami szlachty pow. olhopolskiego byli: Jan Jaroszyński (1807-11), Karol Brzozowski h. Gozdawa (1812), Piotr Brzozowski h. Gozdawa (1817), Fabian Lipiński h. Gozdawa (1820–1824), Ludwik Zakrzewski herbu Bogorya (1858 r.).